# Mont Hewson
Pour les articles homonymes, voir Hewson.
Le mont Hewson est un sommet situé dans la chaîne Southern Cross en Antarctique.
Il a été nommé par la New Zealand Geological Survey Antarctic Expedition d'après Ronald William Hewson, chef de l'équipe sud durant la saison 1962-1963.